# Conejar

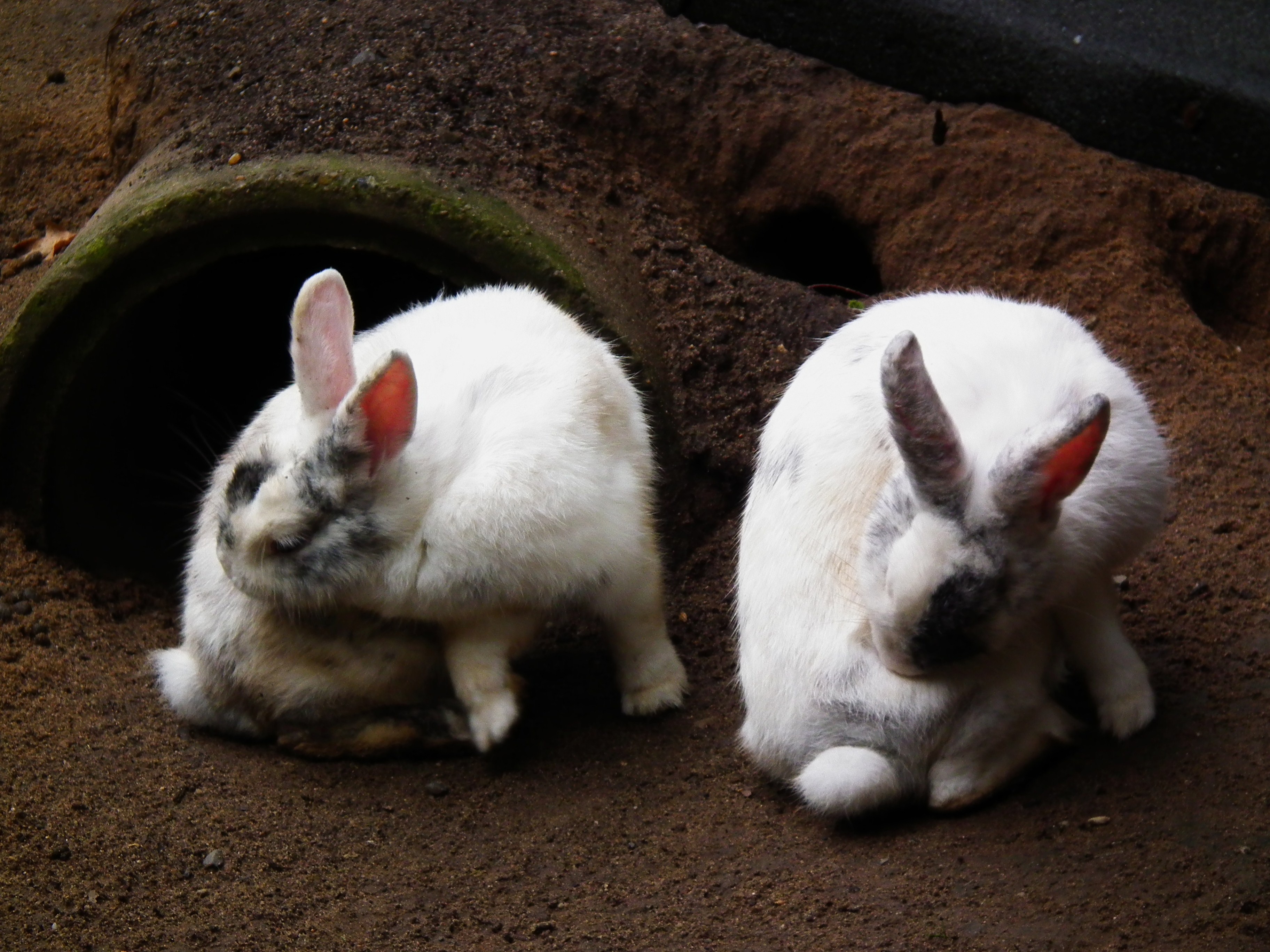
Conejos en un conejar

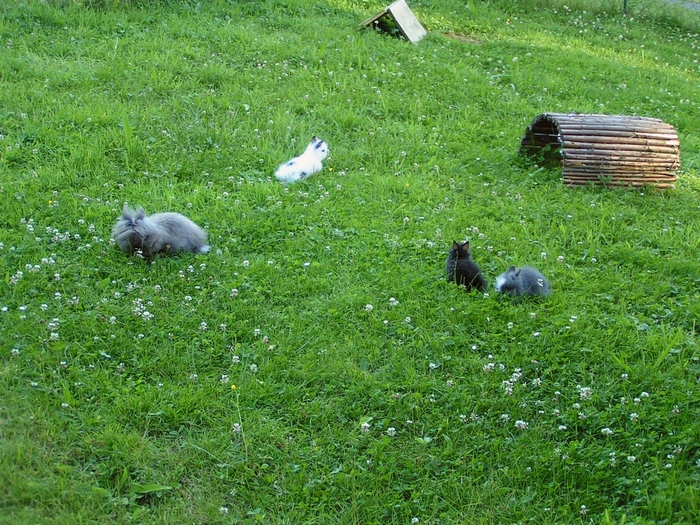
Conejos criados en semilibertad

Se llama conejar al espacio en donde están encerrados los conejos que se guardan para el uso de la mesa o para venderlos; lo que no se diferencia de las gazaperas más que por la semilibertad que se deja a dichos animales.
Como los conejos son muy destructores y fecundos, no se permiten establecer conejares que no estén cerrados por paredes. Los animales de esta especie que viven en los bosques y se construyen madrigueras, no se reproducen mucho y además se tiene el medio de destruirlos cazándolos o con hurones, pero cuando se quieren criar conejos para comer o para comerciar con ellos es preciso formar un cercado en donde se ponen los medios para cogerlos como y cuando se quiera. Tal es el objeto de un conejar.

## Fabricación
Un modo de fabricar un conejar es el siguiente. Se profundiza un foso, se echa la tierra fuera para que, según su natural inclinación se ponga en declive y se cierra el cercado con estacas colocadas alrededor del foso destinadas a sostener un techado de rastrojos o tejas, hecho según los procedimientos usuales. Se deja una puerta para poder entrar cuando se quiera , y por la misma se arrojan hierbas para alimentarlos. En el centro se construye una especie de peñasco, formando por debajo varias madrigueras en donde se recojan los conejos cuando quieren y que tienen chimeneas para la renovación del aire. Una trampa cierra la entrada del peñasco y se cierra y se abre desde fuera por medio de un cordel. Cuando se quieren coger los conejos, se les atrae arrojándoles hierbas, se entra en el cercado y se les coge con facilidad. Todas las noches se baja la trampa, para impedir los ataques de las alimañas.
La carne de los conejos criados en un conejar es más sabrosa que la de conejos criados en gazaperas; el edificio forma en un campo un agradable conjunto y el movimiento de los conejos vivifica el paisaje. Estos animales exigen también menos cuidados. Basta con quitarles la inmundicia una vez cada semana, lo que da un buen estiércol. Pueden construirse por la parte de afuera del peñasco, en la forma de los de pesebre, unos rastrillos pequeños en donde se echan las hierbas para que los conejos no las pisoteen ni malgasten su alimento. 